# District de Pathankot
Le district de Pathankot est un des 22 districts de l'état indien du Pendjab.